# Gimilkhâd
Gimilkhâd es un personaje ficticio del legendarium del escritor británico J. R. R. Tolkien. Es un dúnadan, hijo menor de Ar-Gimilzôr e Inzilbêth, hermano de Palantir y padre de Pharazôn, que fue el último rey de Númenor. Nació en el año 3044 de la Segunda Edad del Sol y era muy parecido a su padre, tanto que si no hubiese sido por las leyes de Númenor, Ar-Gimilzôr le habría nombrado heredero a él en vez de a Palantir. 
Se convirtió en el líder de los llamados «Hombres del Rey», pues estaba en contra de los «Fieles» y por ello se enfrentaba abiertamente contra su hermano. Murió en el año 3243 S. E. Su hijo Pharazôn usurpó el trono tras la muerte de Tar-Palantir, al casarse con la hija de este, Míriel, que era la heredera al trono.